# Velleman
Velleman es una empresa belga dedicada a la producción y distribución de electrónica (componentes electrónicos, sonido, iluminación y electrónica doméstica). Actualmente distribuye sus productos bajo la marca Velleman y otras propias a países de toda Europa, también distribuye otras marcas electrónicas. La gama de productos supera los 12.000 productos de más de 50 marcas.
Distribuye sus productos a través de más de 1700 tiendas distribuidoras en más de 85 países.

## Historia
La compañía fue fundada en el año 1975 como una empresa familiar fabricante de kits electrónicos y renombrado como Velleman NV en la década de 1980. Tiene su sede en Gavere en Flandes Oriental, a 10 km al sudoeste de Gante. Tiene 165 empleados a nivel mundial y una facturación de 37 millones de euros (2009).